# Rhabditia
La sottoclasse Rhabditia è composta principalmente da nematodi parassiti (in particolare fra gli Strongylida), sebbene vi siano anche alcune specie a vita libera (in particolare tra i Rhabditida). I loro fasmidi (strutture sensoriali posteriori) sono ben sviluppati, mentre gli anfidi (strutture sensoriali anteriori) sono poco sviluppati o assenti in questo gruppo.
In un sistema di classificazione alternativo, sono trattati come sottordine Rhabditina, con gli ordini qui classificati come infraordini. Inoltre, i Diplogasterida, che a volte sono considerati una sottoclasse monotipica, sono probabilmente meglio collocati nei Rhabditia. D'altra parte, la vecchia collocazione degli Ascaridida in Rhabditia al posto di Spiruria sembra ingiustificata. I Rhabditida contengono un certo numero di famiglie che probabilmente sono meglio collocate nei Tylenchia; in alternativa, quest'ultimo gruppo può essere unito del tutto con i Rhabditia.